# Kỹ thuật sản xuất
Kỹ thuật sản xuất là một chi nhánh của kỹ thuật chuyên nghiệp có liên quan đến sự hiểu biết và áp dụng các kỹ thuật quy trình sản xuất trình sản xuất phương pháp. 
Sản xuất kỹ thuật yêu cầu khả năng để lên kế hoạch thi hành sản xuất, để nghiên cứu và phát triển công trình máy móc và thiết bị, và hòa mình vào những tiện nghi và hệ thống sản xuất sản phẩm chất lượng với sự tối ưu chi tiêu của nguồn vốn.
Các nhà máy sản xuất hoặc kỹ sư tập trung để biến nguyên liệu vào thành sản phẩm mới đạt  hiệu quả và kinh tế nhiều nhất một cách có thể.

## Tổng quan
Kỹ thuật sản xuất được dựa trên nền tảng kỹ thuật công nghiệp và kỹ thuật cơ khí, thêm các yếu tố quan trọng từ điện tử, thương mại, kinh tế và quản lý kinh doanh.Môi trường này cũng có sự hòa nhập với sự tích của các cơ sở khác nhau và hệ thống sản xuất sản phẩm chất lượng (với sự tối ưu chi tiêu) bởi áp dụng các nguyên tắc của vật lý, và kết quả của hệ thống sản xuất nghiên cứu, như sau: 

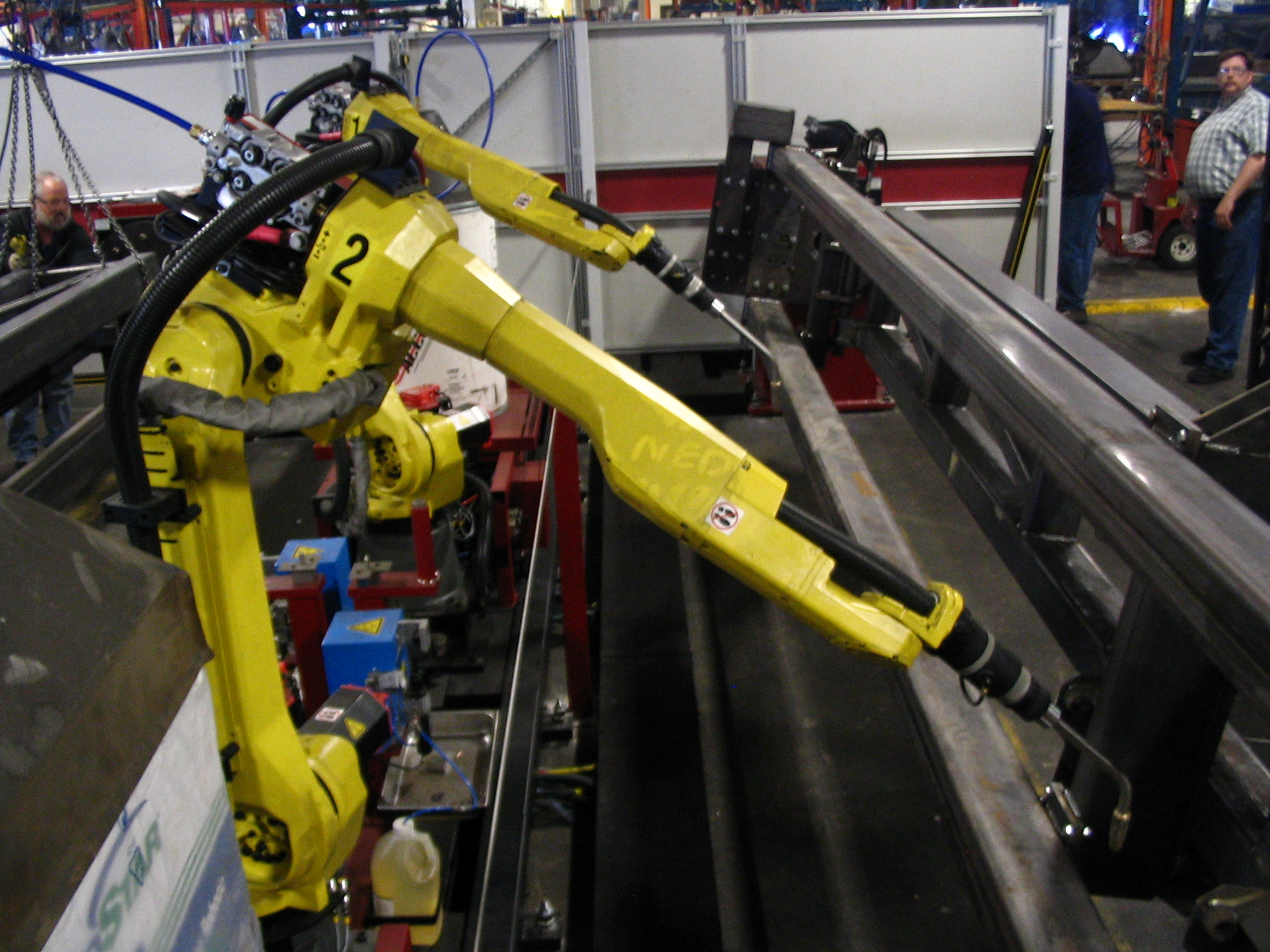
Cánh tay robot sáu-trục được sử dụng cho hàn.

Các kỹ sư sản xuất phát triển và tạo vật lý hiện vật, quy trình sản xuất và công nghệ. Nó là một rất rộng, khu vực đó bao gồm những thiết kế và phát triển sản phẩm. Kỹ thuật sản xuất được coi là một sự phụ thuộc vào kỹ thuật hệ thống và có gắn kết chặt chẽ với kỹ thuật cơ khí. Kỹ sư sản xuất  thành công hay thất bại có tác động trực tiếp tới sự tiến bộ của công nghệ và sự lây lan của sự đổi mới. Lĩnh vực này sản xuất kỹ thuật nổi lên từ công cụ và hình phạt đầu thế kỷ 20. Nó mở rộng rất nhiều từ những năm 1960 khi các quốc gia công nghiệp hóa xây dựng nhà máy với:
1. Kiểm soát số máy móc và tự động hệ thống sản xuất.
2. Số liệu thống kê, phương pháp của chất lượng kiểm soát: Các nhà máy này đã được đi tiên phong bởi người Mỹ, kỹ sư điện tử William Edwards Deming, ban đầu bị bỏ qua bởi đất nước của mình. Các phương pháp tương tự kiểm soát chất lượng sau đó được áp đunuunnggjtrong các nhà máy Nhật Bản bởi nhà lãnh đạo thế giới giam hiệu quả chi phí và tăng chất lượng sản xuất.
3. Robot công nghiệp, trên sàn nhà máy, được giới thiệu ở cuối những năm 1970: Các máy tính điều khiển hàn cánh tay và gắp có thể thực hiện nhiệm vụ đơn giản như gắn một cửa xe nhanh chóng và hoàn hảo 24 giờ một ngày. Này cắt giảm chi phí và cải thiện sản xuất tốc độ.